# Webprojektet livets træ
Tree of Life Web Project (Webprojektet Livets Træ) er et igangværende internetprojekt, der skulle formidle viden om biodiversiteten og fylogenesen for livet på Jorden. Dette samarbejdsprojekt blev indledt i 1995 og blev skrevet af biologer over hele kloden. Artiklerne blev kontrolleret efter peer review-metoden. 
Siderne var forbundet hierarkisk, sådan at de danner det evolutionært opståede, forgrenede livstræ, der er organiseret efter de biologiske grupper. Hver side indeholdt viden om en enkelt gruppe af organismer, som var opstillet i en forgrenet, trælignende grafik. På den måde vistes det hypotetiske slægtskab mellem forskellige grupper af organismer.
I 2009 løb projektet ind i økonomiske problemer i forhold til University of Arizona. Sider og materiale, som er blevet indsendt efter den tid, var underkastet en betydeligt længere godkendelsesperiode, da kontrollen af dem nu udføres af en lille gruppe af frivillige, og i 2011 stoppede projektet helt.

## Eksterne links
- Tree of Life's forside (engelsk)
- Om webprojektet "Tree of Life" (engelsk)
- David R. Maddison, Katja-Sabine Schulz og Wayne P. Maddison: The Tree of Life Web Project (pdf), side 19–40 i Zootaxa, 2007, 1668 side 1–766 (engelsk)
- EurekAlert: "Tree of Life"-projektet får flere grene og blade Arkiveret 12. juli 2019 hos  Wayback Machine (engelsk)